# Manuel Pasqual
Manuel Pasqual, född 13 mars 1982 i San Donà di Piave, Italien, är en italiensk fotbollsspelare som spelar som vänsterback för Serie A-klubben Empoli FC.

## Karriär
Efter att i flera säsonger spelat för lag i serie D gick Pasqual till Arezzo  som då spelade i serie C i januari 2002. Pasqual blev snabbt en nyckelspelare i klubben och var en av anledningarna till att klubben gick upp till serie B.

### Fiorentina
Pasqual gick den 4 juli 2005 till Fiorentina. Han debuterade i serie A den 18 september mot Udinese. Hans goda form i ligan gjorde att han blev inkallad till landslaget av Marcello Lippi redan under sin första säsong. I Fiorentina är Pasqual mest känd för sin enormt fina vänsterfot och attacker längs kanterna. Efter att ha gjort en lite sämre säsong 2007 var Pasqual på väg bort, samtidigt som Fiorentina köpte in Juan Manuel Vargas. Men på grund av Vargas svaga defensiva insatser blev ha satt som ytter och Pasqual blev kvar som ytterback. Pasqual är en av spelarna som har flest matcher någonsin för Fiorentina och har varit kapten sen 2010.